# ストラ

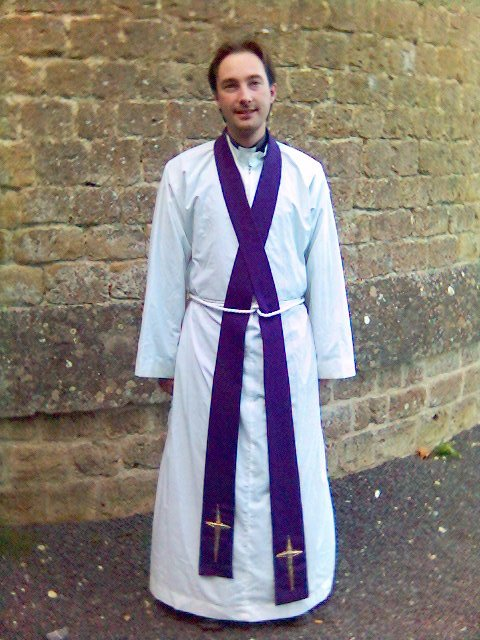
聖公会の司祭がアルブ（アルバ）の上にストールを着用した姿

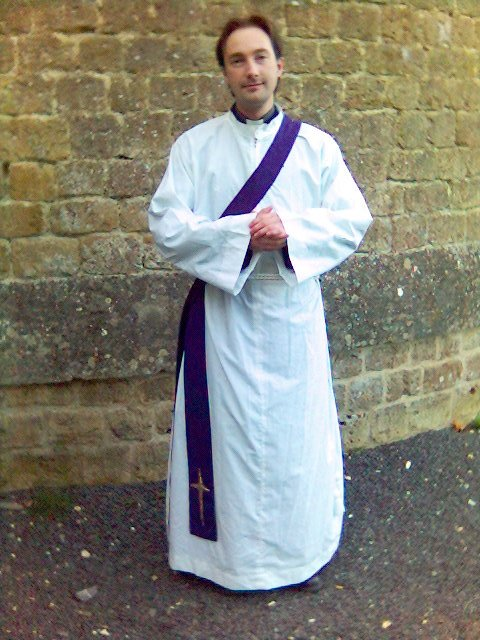
聖公会の司祭が、アルブ（アルバ）の上にストールを執事のように着用し、執事の祭服着用の模様を撮影させている。

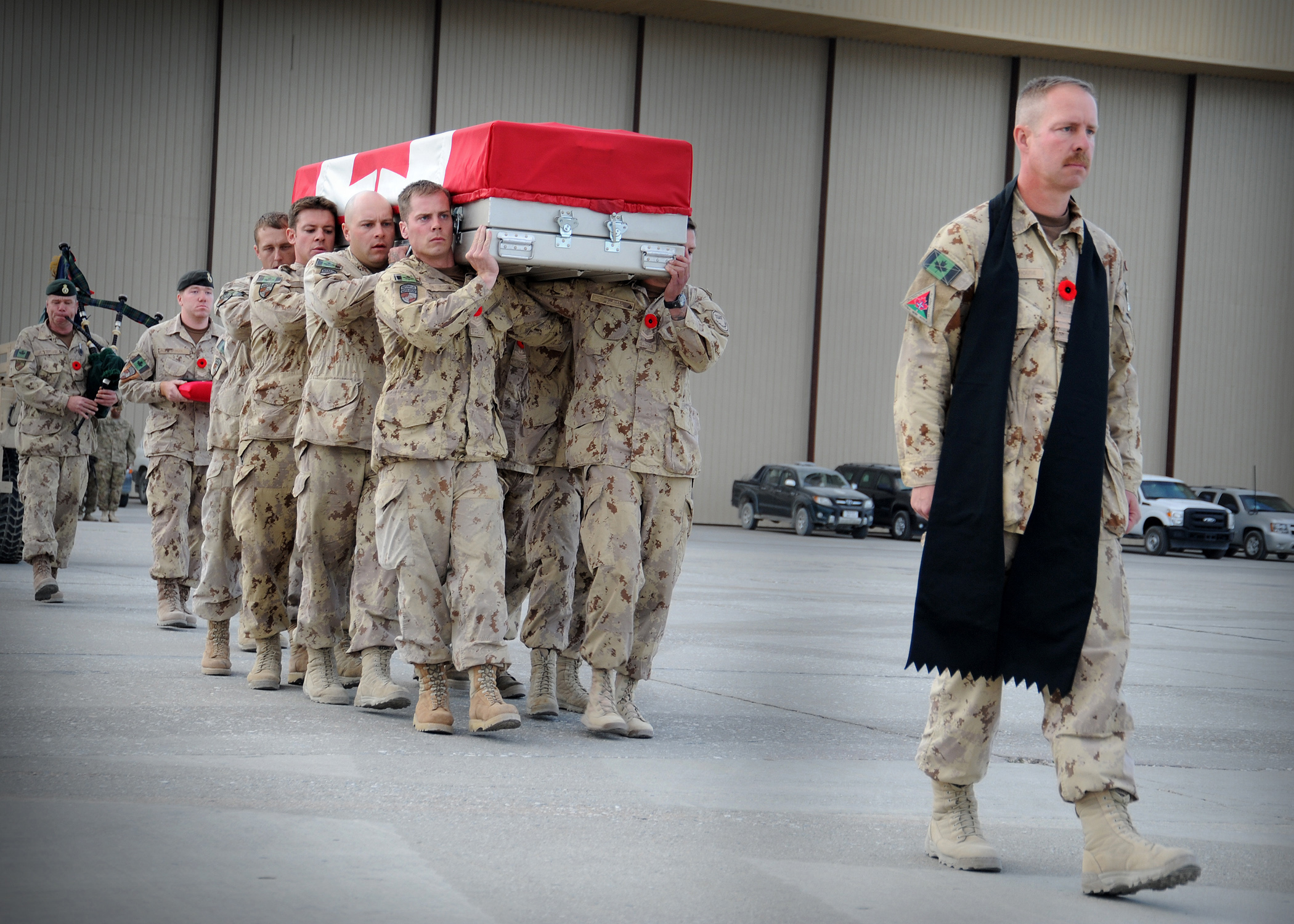
戦死者の葬送礼を行うカナダの従軍牧師。ストラは従軍聖職者など制服が別途定められている職種で用いられる場合もある。

ストラ (Stola) は、司教（主教）、司祭、助祭（執事）が礼拝の際に使用する、首から掛ける帯のこと。「ストラ」とはローマ・カトリックでの呼称で、聖公会など他の教派では「ストール」とも呼ばれている。正教会には教役者が首から掛ける帯としてオラリ、エピタラヒリがあるが、形状が異なる。

## 起源
ストラの起源は、集団の中で教役者をあらわすためのサインであったという説や儀式中に手をぬぐうためにつけていたタオル（ラバボタオル）が変化したものなど諸説ある。現在では聖職者の象徴として捉えられている。

## 形状・色
刺繍や織柄などの様々な素材が使われるが、聖餐式が会衆との対面方式で行われるようになった現在では刺繍等の柄の位置も上部に施されるようになって来ている。
ストラの色は原則として使用する日の祭色による。主に白、紫、赤、緑の4色を用いるが、葬儀用の黒（近年はあまり使用されなくなっている）やバラ色（喜びを表す色）、青（聖母を意識した色）、金などが使われる場合もある（詳細は典礼色を参照）。ストラは教会で備品として用意しているほか、多くの聖職は按手や着任の記念にプレゼントされるなどして自前のものを持っている。特に使用期間の長い緑は、ペンテコステなど特定の日にしか使用されない赤や、比較的使用期間の短い白や紫に比べて痛みも早く出やすいため複数所有している場合もある。

## 装着方法
使用にあたっては、初めて装着する前に祈りと香、聖水などで祝福をする場合もある。

### 位階による装着方法の違い
カトリック教会や聖公会においては、ストラをどのように装着するかで、聖職者としての階級が判断できる。助祭・執事がＵの字形に折り返したストラを左肩から右腰にかけて斜め掛けするのに対して、司祭は首にかけるだけである。司教・主教も首からかけているがそのほかの服装（ミトラ、バクルス、シャツの色など）で判断することができる。